# 劳斯–赫尔维茨稳定性判据
劳斯–赫尔维茨稳定性判据（英語：Routh–Hurwitz stability criterion）是控制理论中的一個數學判据，是線性时不变系统（LTI）穩定的充分必要條件。劳斯測試是由英國數學家愛德華·勞斯在1876年提出的快速演算法，可以判斷一線性系統其特徵方程式的根是否都有負的實部。德國數學家阿道夫·赫維茲在1895年獨立的提出將多項式的係數放到一個方陣中（此方陣稱為赫維茲矩陣），證明多項式穩定若且唯若赫維茲矩陣的主要子矩陣其行列式形成的數列均為正值。二個程序是等價的，而劳斯測試提供一個有效計算赫維茲行列式的方法。滿足劳斯–赫尔维茨稳定性判据的多項式稱為赫爾維茨多項式。
此稳定性判据之所以重要，是因為若線性系統之特徵方程式的根p均有負的實部，表示其解ept為穩定的（BIBO穩定）。因此稳定性判据提供了方式，可以在不求解線性系統的运动方程的情形下，判斷其是否只有穩定解。對於離散系統，對應穩定性的測試可以由Schur–Cohn判据、Jury稳定性判据及Bistritz稳定性判据來判斷。隨著電腦的進步，此稳定性判据變的較少使用，另一種判斷的方式則是用數值方法直接求解多項式，得到其解的近似值。
劳斯測試可以由輾轉相除法以及在計算柯西指標時用施图姆定理來推導。赫尔维茨利用另一種方式來推導其稳定性判据。

## 利用輾轉相除法求解
劳斯–赫尔维茨稳定性判据和劳斯–赫尔维茨定理有關。由定理的陳述，可得{\displaystyle p-q=w(+\infty )-w(-\infty )}其中：
- p為多項式ƒ(z)的根中實部為負值的個數。
- q為多項式ƒ(z)的根中實部為正值的個數。（此假設ƒ(z)的根都不在虛軸上）
- w(x)為由 {\displaystyle P_{0}(y)}及{\displaystyle P_{1}(y)}由施图姆定理得到的變號數（中間利用連續的輾轉相除法），其中{\displaystyle f(iy)=P_{0}(y)+iP_{1}(y)}，y為實數。

根據代数基本定理，每個n次的多項式在複數平面上會有n 個根（也就是，對於根都不在虛軸上的ƒ，p + q = n）。因此可得到ƒ為（穩定的）赫爾維茨多項式若且唯若p − q = n。利用劳斯–赫尔维茨定理，可以將p和q的條件改為以廣義施图姆鏈組成的條件，也就是以ƒ的係數組合而成的條件。

## 使用矩阵
令 f(z) 为一个复多项式。过程如下：
1. 计算多项式 {\displaystyle P_{0}(y)} 和 {\displaystyle P_{1}(y)} 使得 {\displaystyle f(iy)=P_{0}(y)+iP_{1}(y)} 其中 y 为一实数。
2. 计算与 {\displaystyle P_{0}(y)} 和 {\displaystyle P_{1}(y)} 相关的西尔维斯特矩阵。
3. 重新排列每一行，让奇数行和其下一行起始地零数量相同。
4. 计算该矩阵的每个主子式。
5. 如果这些子式中至少一个为负（或零），则多项式 f 是不稳定的。

### 范例
- 令 {\displaystyle f(z)=az^{2}+bz+c} (为了简单起见，此處取实系数），其中 {\displaystyle c\neq 0}（为了避免一根为零，可以利用劳斯–赫尔维茨定理）。首先，要计算实多项式 {\displaystyle P_{0}(y)} 与 {\displaystyle P_{1}(y)}：

{\displaystyle f(iy)=-ay^{2}+iby+c=P_{0}(y)+iP_{1}(y)=-ay^{2}+c+i(by).}
接下来，将多项式辗转相除来得到广义施图姆链：
- {\displaystyle P_{0}(y)=((-a/b)y)P_{1}(y)+c,} 得到 {\displaystyle P_{2}(y)=-c,}
- {\displaystyle P_{1}(y)=((-b/c)y)P_{2}(y),} 得到 {\displaystyle P_{3}(y)=0}，于是輾轉相除法结束。

注意在第一次除法中，必须假设 b 不为零。在此情形下，广义施图姆链为 {\displaystyle (P_{0}(y),P_{1}(y),P_{2}(y))=(c-ay^{2},by,-c)}。令 {\displaystyle y=+\infty }，{\displaystyle c-ay^{2}} 的符号与 a 相反，而 by 的符号与 b 相同。当令 {\displaystyle y=-\infty } 时，该链的第一部分符号也与 a 相反，而 by 的符号与 b 相反。最终，-c 的符号总与 c 相反。
现在假设 f 是赫尔维茨稳定的。这意味着 {\displaystyle w(+\infty )-w(-\infty )=2}（f 的阶数）。由函数 w 的性质，这与 {\displaystyle w(+\infty )=2} 及 {\displaystyle w(-\infty )=0} 相同。因此，a, b 和 c 必须符号相同。因此找到了二阶多项式稳定的必要条件.

### 二阶、三阶、四阶多项式的劳斯–赫尔维茨判据
在下面，假设最高阶的系数（例如二阶多项式中的 {\displaystyle a_{2}}）为正。如果有必要，总可以将该多项式乘以 {\displaystyle -1} 得到。
- 对于二阶多项式 {\displaystyle P(s)=a_{2}s^{2}+a_{1}s+a_{0}=0}，如果所有系数都满足  a_1，2.....n 符号相同，则所有根都在左半平面（特征方程为 {\displaystyle P(s)} 的系统稳定）.
- 对于三阶多项式 {\displaystyle P(s)=a_{3}s^{3}+a_{2}s^{2}+a_{1}s+a_{0}=0}，所有系数都满足 {\displaystyle a_{n}>0}，并且 {\displaystyle a_{2}a_{1}>a_{3}a_{0}}
- 对于四阶多项式 {\displaystyle P(s)=a_{4}s^{4}+a_{3}s^{3}+a_{2}s^{2}+a_{1}s+a_{0}=0}，所有系数都满足 {\displaystyle a_{n}>0}，并且 {\displaystyle a_{3}a_{2}>a_{4}a_{1}} 且 {\displaystyle a_{3}a_{2}a_{1}>a_{4}a_{1}^{2}+a_{3}^{2}a_{0}}
- 一般地，劳斯稳定性判据要求劳斯表的第一列所有元素符号相同。

满足上述判据的系统称为闭环稳定系统，否则会由于第一列元素符号改变而不稳定。

### 高阶的例子
当难以求得高阶特征多项式的根的时候，可以用表格的方法来确定稳定性。对一个 n 阶多项式
- {\displaystyle D(s)=a_{n}s^{n}+a_{n-1}s^{n-1}+\cdots +a_{1}s+a_{0}}

该表格由 n + 1 行，结构如下：
| {\displaystyle a_{n}}   | {\displaystyle a_{n-2}} | {\displaystyle a_{n-4}} | {\displaystyle \dots }  |
| {\displaystyle a_{n-1}} | {\displaystyle a_{n-3}} | {\displaystyle a_{n-5}} | {\displaystyle \dots }  |
| {\displaystyle b_{1}}   | {\displaystyle b_{2}}   | {\displaystyle b_{3}}   | {\displaystyle \dots }  |
| {\displaystyle c_{1}}   | {\displaystyle c_{2}}   | {\displaystyle c_{3}}   | {\displaystyle \dots }  |
| {\displaystyle \vdots } | {\displaystyle \vdots } | {\displaystyle \vdots } | {\displaystyle \ddots } |

其中元素 {\displaystyle b_{i}} 和 {\displaystyle c_{i}} 可以计算如下：
- {\displaystyle b_{i}={\frac {a_{n-1}\times {a_{n-2i}}-a_{n}\times {a_{n-2i-1}}}{a_{n-1}}}.}
- {\displaystyle c_{i}={\frac {b_{1}\times {a_{n-2i-1}}-a_{n-1}\times {b_{i+1}}}{b_{1}}}.}

算完之后，第一列中的符号数的变化将是非负极点的数目。
| 0.75 | 1.5 | 0 | 0 |
| -3   | 6   | 0 | 0 |
| 3    | 0   | 0 | 0 |
| 6    | 0   | 0 | 0 |

在第一列中，有2个符号的变化（0.75 → −3，以及 −3 → 3），因此，有2个非负的根，系统是不稳定的。
有时虚轴上的极点会造成临界稳定的情形。在那种情形中，“劳斯表”的系数一整行都会变为零，因而不能进一步求解出符号的改变了。然后另一种方法可以发挥作用。含有零的这一行的上面一行叫做“辅助多项式”。
- {\displaystyle s^{6}+2s^{5}+8s^{4}+12s^{3}+20s^{2}+16s+16=0.\,}

可得以下的表格：
| 1 | 8  | 20 | 16 |
| 2 | 12 | 16 | 0  |
| 2 | 12 | 16 | 0  |
| 0 | 0  | 0  | 0  |

在这个例子中，辅助多项式为 {\displaystyle A(s)=2s^{4}+12s^{2}+16.\,} 仍为零。下一步是对上面的方程求导，得到下面的多项式。{\displaystyle B(s)=8s^{3}+24s^{1}}。包含零的行现在变为 "8" 和 "24"。使用这些值继续建立劳斯表，就会得出虚轴上的两个点。这两个虚轴上的点是边缘稳定性的主要原因。